# Rodostó
Rodostó (törökül: Tekirdağ, görögül: Ραιδεστός [Redesztọsz]) város Törökországban a Márvány-tenger partján, Isztambultól 120 km-re nyugatra. Tekirdağ tartomány székhelye, az azonos nevű körzet központja. 2008-ban a körzetben 166 313 fő élt, a városban pedig 137 962 fő.

## Története
Valószínűleg az i. e. 7. században  alapították görög telepesek. Az i. e. 1. században Rhaedestus néven Trákia fővárosa, a Római Birodalom felbomlása után Bizánc része volt, egészen 1354-ig, amikor elfoglalták a törökök. A lausanne-i békeszerződés 1923-ban végleg Törökországnak ítélte.

## Magyar vonatkozások
Itt élt száműzetésben II. Rákóczi Ferenc 1720 áprilisától egészen 1735. április 8-án bekövetkezett haláláig, bujdosótársaival, Bercsényi Miklóssal, Esterházy Antallal, Csáky Mihállyal és az emigráns élet hű krónikásával, Mikes Kelemennel. Egykori ebédlőpalotájának rekonstruált másában található a Rákóczi Múzeum (Rakoczi Müzesi).
(é. sz. 40° 58′ 26″, k. h. 27° 30′ 36″40.973889°N 27.510000°E)
Rákóczi egykori rodostói ebédlőpalotájának mása Rodostói ház néven Kassán épült fel az 1940-es években, a berendezések egy részét az eredeti, rodostói épületből szállították Kassára.

## Híres emberek
Itt született Henri Verneuil (1920–2002) örmény származású francia forgatókönyvíró, filmrendező.

## Képgaléria

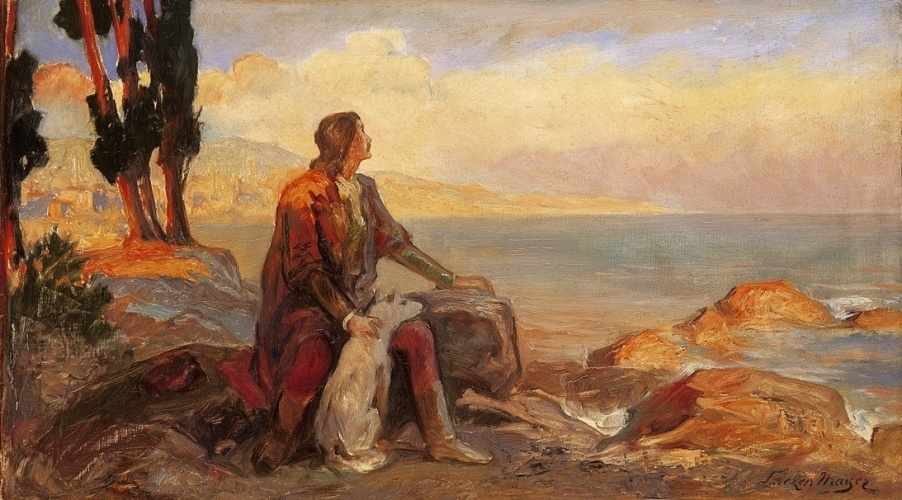
Liezen-Mayer Sándor: Rákóczi Rodostóban
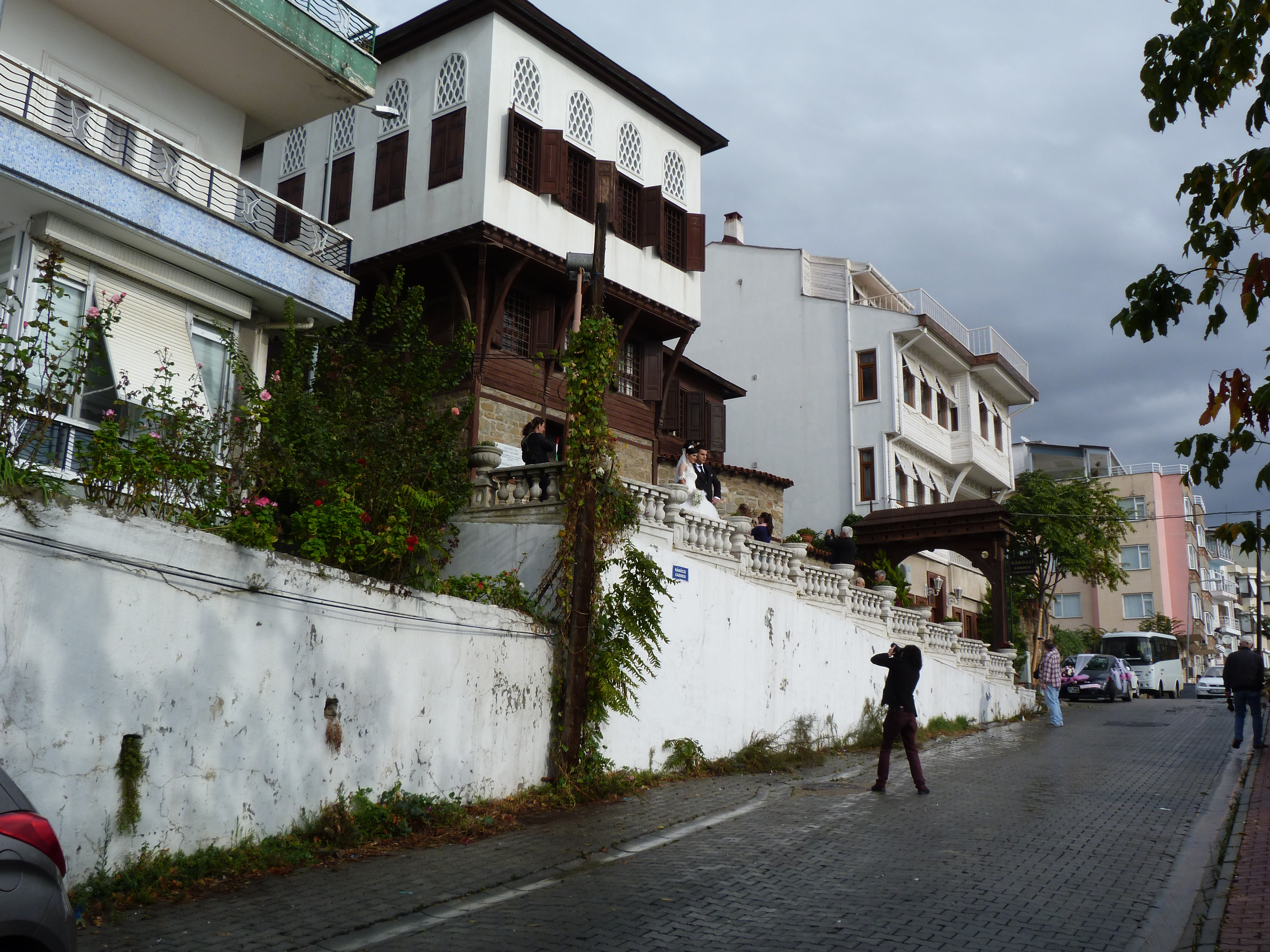
Rákóczi emlékház Rodostóban
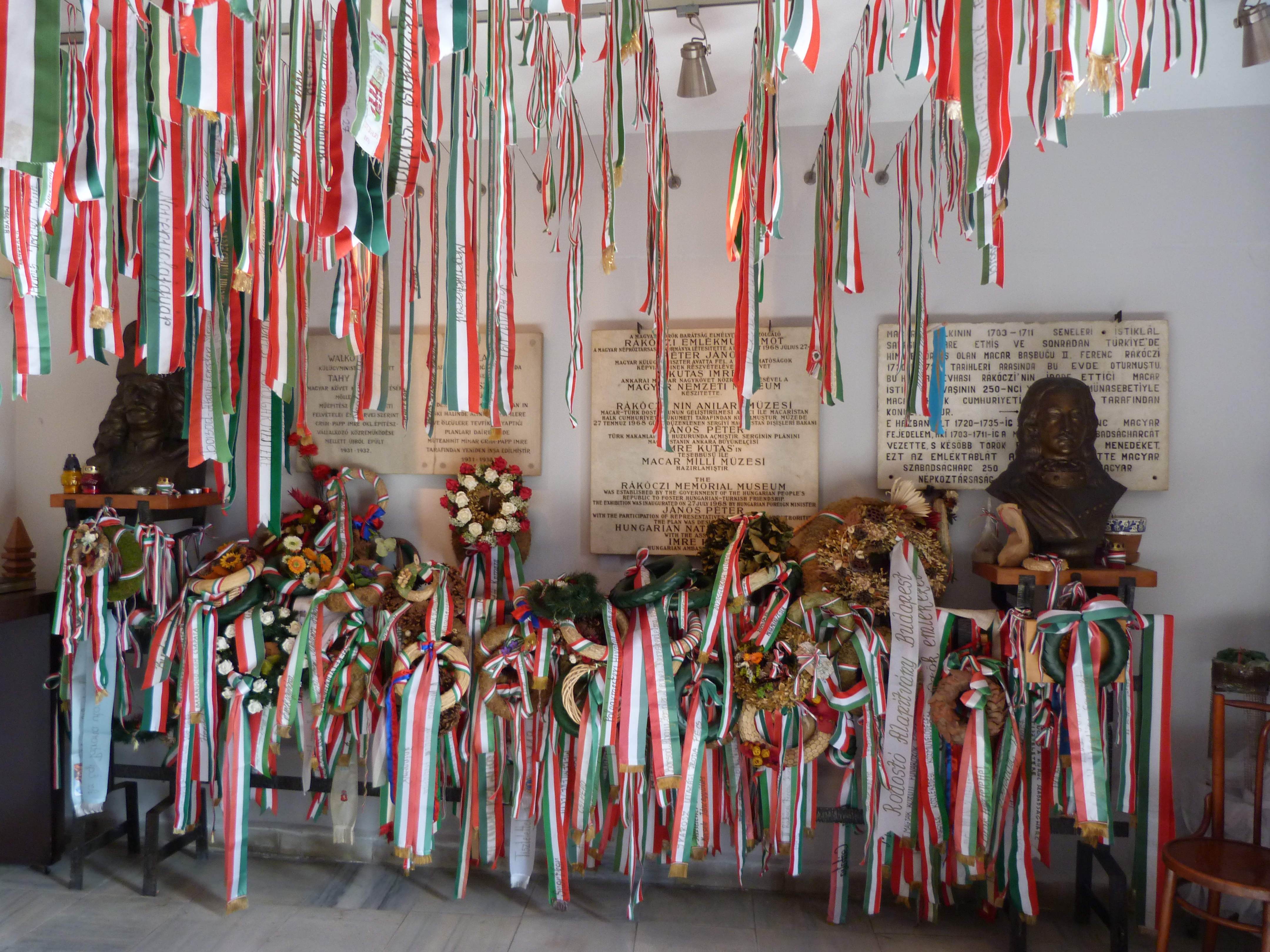
Ebédlőház,  Rodostó, Törökország
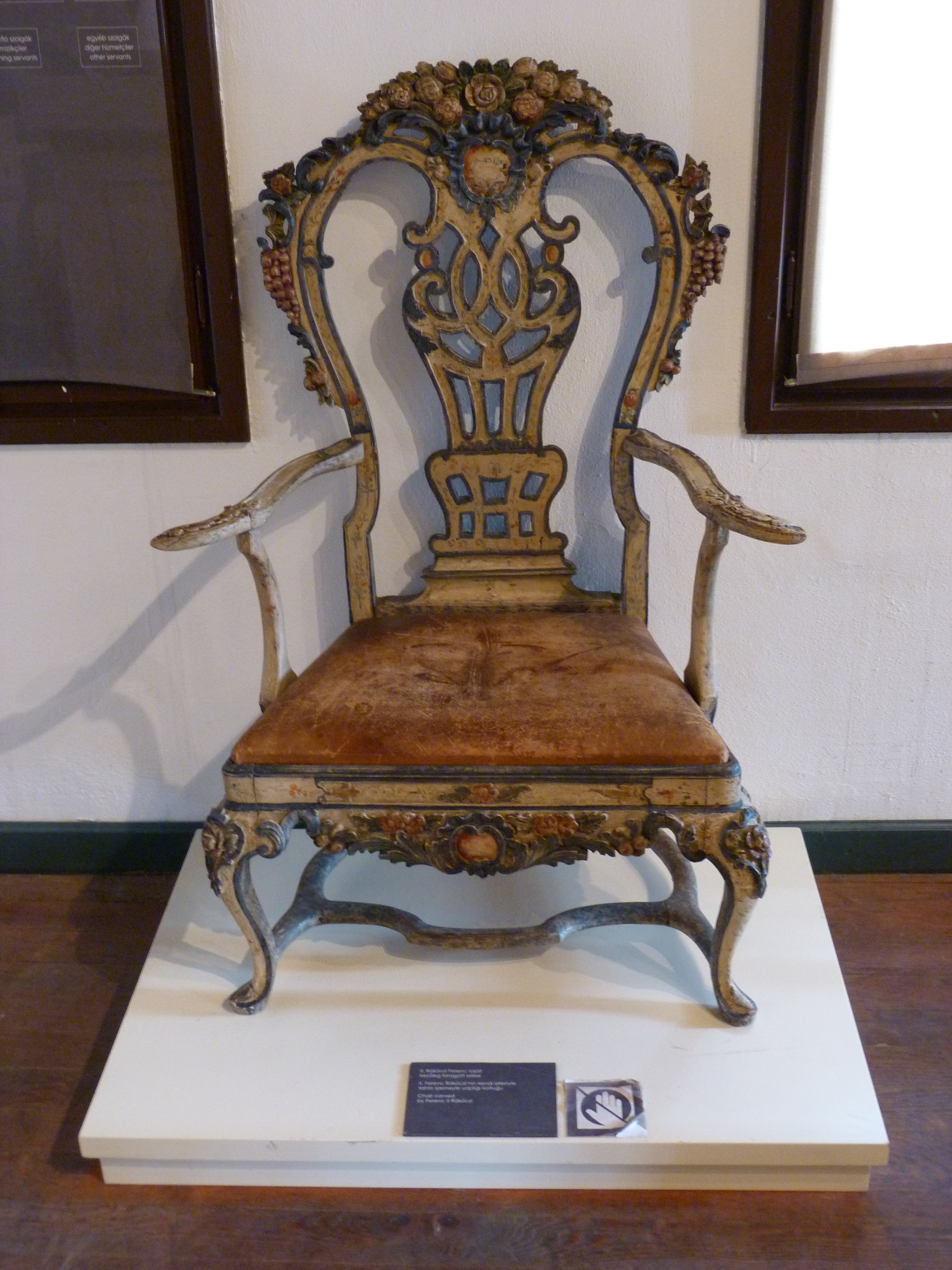
Ebédlőház - Rákóczi trónszéke
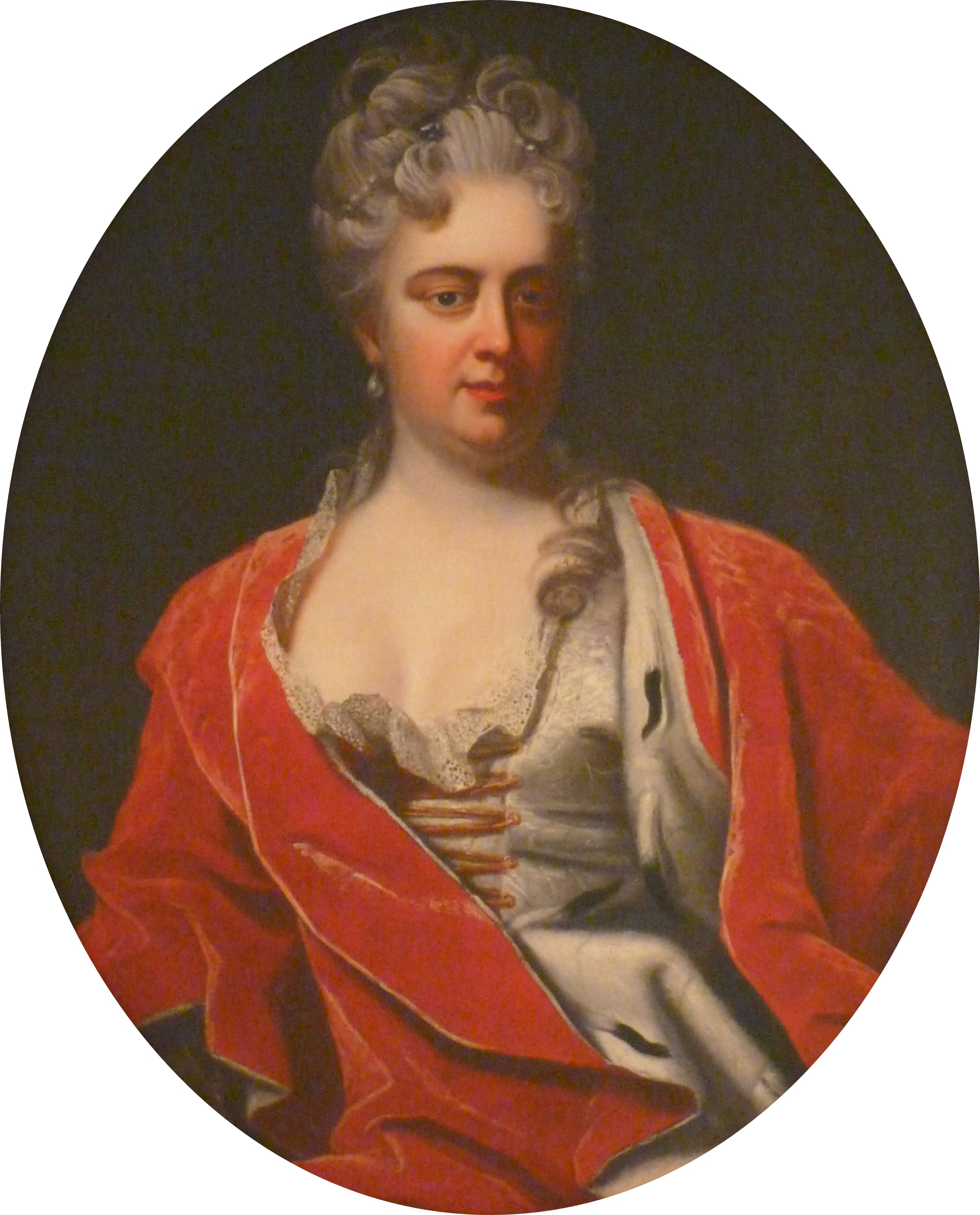
Ebédlőház - Hessen–Wanfriedi Sarolta Amália portréja
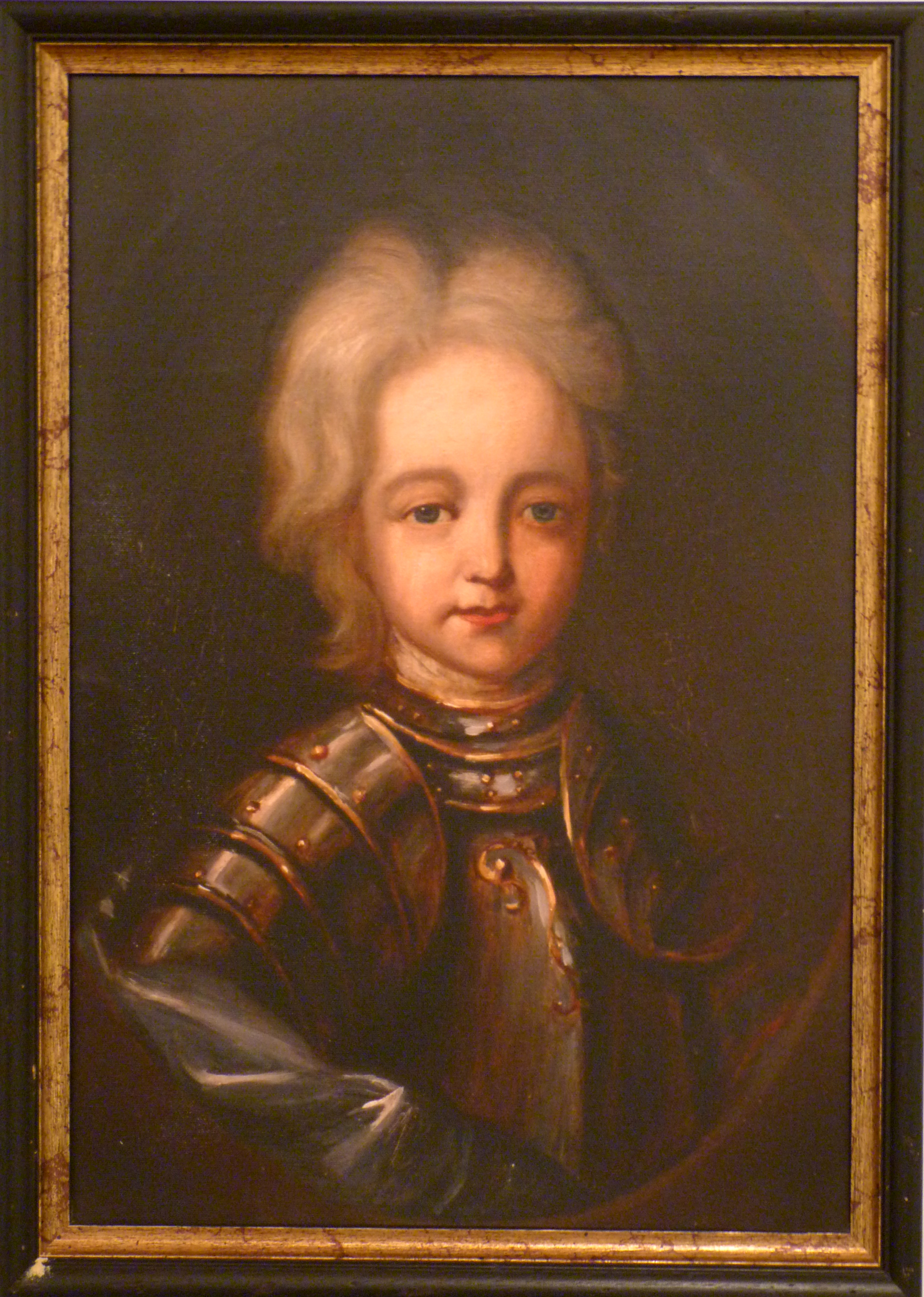
Ebédlőház - Rákóczi György portréja
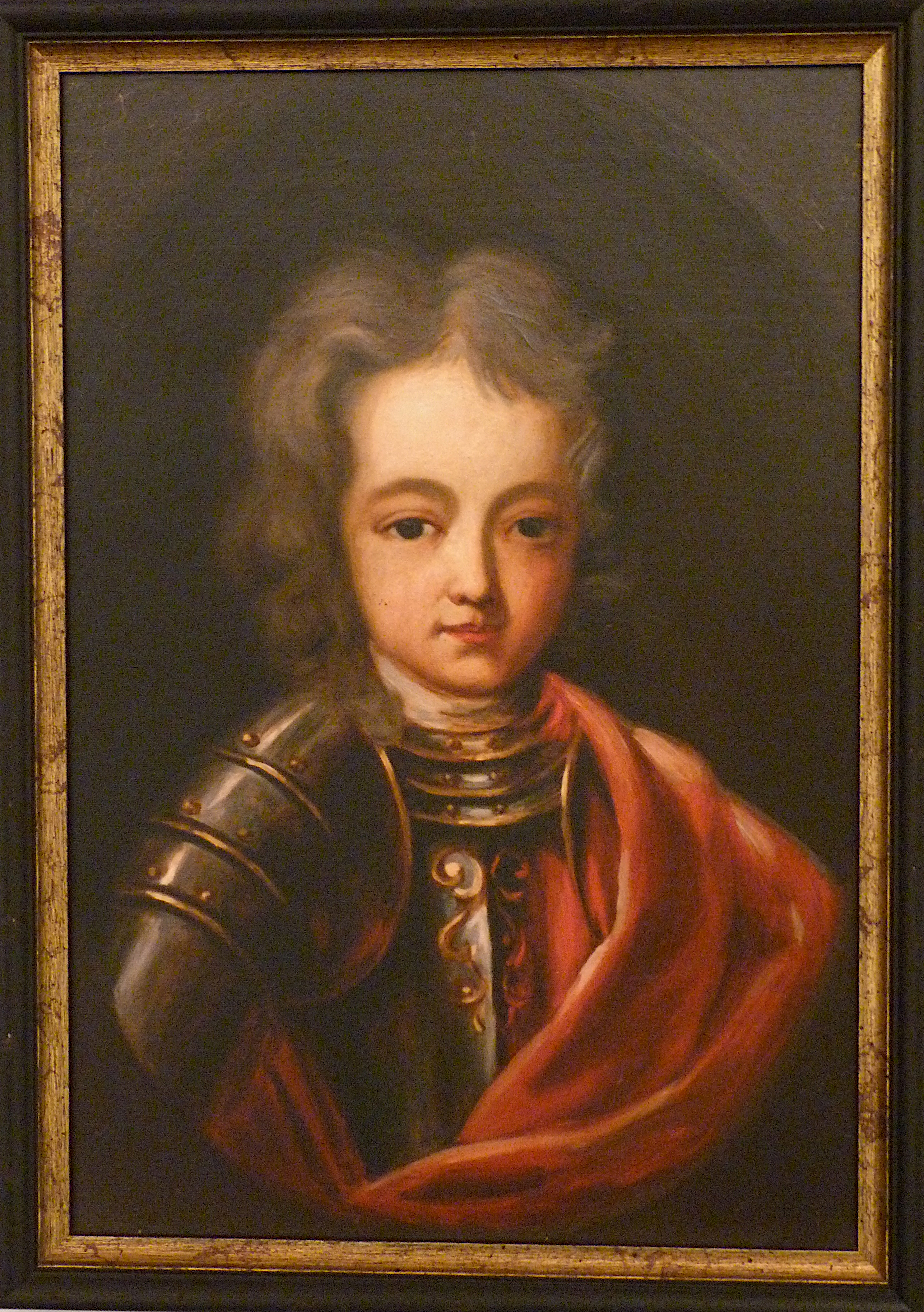
Ebédlőház - Rákóczi József portréja

## Testvérvárosai
- Kecskemét
- Sárospatak